# Jeschkengebirge
Das Jeschkengebirge, auch Jeschkenkamm (tschechisch Ještědský hřbet), ist Teil der Sudeten in Tschechien. Höchste Erhebung ist der Ještěd (Jeschken) mit 1012 m n.m.

## Topografische Beschreibung

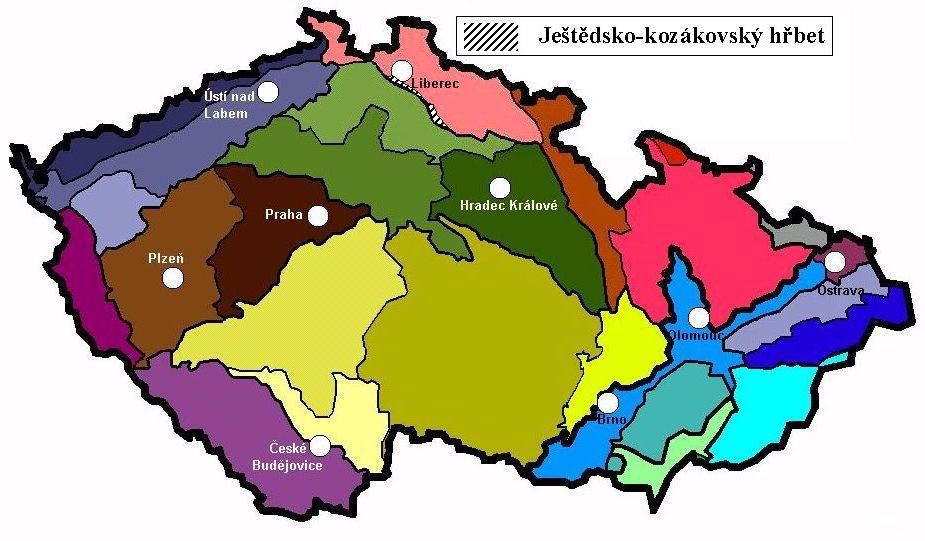
Der Jeschken-Kosakow-Kamm innerhalb der Geomorphologischen Einteilung Tschechiens

Das Gebirge befindet sich in Nordböhmen in Fortsetzung des Lausitzer Gebirges und setzt sich nach Südosten im Kozákovský hřbet fort. Mit diesem zusammen bildet es die geomorphologische Einheit Ještědsko-kozákovský hřbet. Im Nordosten liegen das Isergebirge und im Osten das Riesengebirge. Nach Süden fällt das Gebirge zum Böhmischen Becken hin ab.
Das Jeschkengebirge gehört zu den böhmischen Randgebirgen, welche Böhmen wie eine Mauer umschließen. Steil und unvermittelt erhebt es sich aus dem relativ flachen Land im Süden. Im Norden riegelt es den Talkessel der Lausitzer Neiße mit den Städten Liberec (Reichenberg) und Jablonec nad Nisou (Gablonz) ab. Große Teile des Gebirges sind mit dichten Buchenwäldern bewachsen, in den Kammregionen wurden die einst dichten Fichtenwälder durch sauren Regen zerstört.

## Tourismus
Auf dem Javorník befand sich zwischen 1899 und 1974 die beliebte Ausflugsgaststätte „Riesenfass“.

## Bedeutende Erhebungen
- Ještěd (Jeschken), 1012 m n.m.
- Vápenný (Großer Kalkberg), 790 m n.m.
- Javorník (Jaberlich), 684 m n.m.
- Císařský kámen (Kaiserstein), 637 m n.m.